# Kynšperk nad Ohří
Kynšperk nad Ohří là một thị trấn thuộc huyện Sokolov, vùng Karlovarský, Cộng hòa Séc.